# Arado Ar 65
Die Arado Ar 65 war ein Doppeldecker der Arado Flugzeugwerke aus dem Jahre 1931, der als Jagdflugzeug konzipiert wurde.

## Entwicklung und Geschichte
Die Arado Ar 65 war eine vergrößerte Variante des Vorgängers Ar 64. Anstelle des dort eingesetzten Sternmotors fand bei der Ar 65 ein 750 PS starker V-Motor BMW VI Verwendung. Die drei Prototypen Ar 65a, Ar 65b und Ar 65c hatten nur geringe strukturelle Unterschiede.
Die Ar 65d folgte 1933 als Serienausführung. Bei den Varianten Ar 65e und Ar 65f wurde der vertikale Bombenschacht für sechs Bomben nicht mehr eingebaut.
Die Serienmodelle wurden zusammen mit dem Vorgänger Ar 64 bei der Luftwaffe in großem Maßstab eingeführt. Zuerst wurden die Jagdgruppen auf den Flugplätzen Döberitz und Jüterbog-Damm ausgestattet. Aus der Gruppe Döberitz entstand später die I. Gruppe des Jagdgeschwader 132. Teile bildeten dann das Jagdgeschwader 131, aus dem schließlich das JG 2 „Richthofen“ entstand.
Neben der Kernaufgabe als Jagdflugzeug wurde die Ar 65 zur Schulung von Jagdfliegern eingesetzt. Von 1933 bis 1936 wurden 193 Ar 65 gefertigt, davon 12 Maschinen als Lizenzbau bei Erla in Leipzig. 1936 wurde das Muster durch die moderneren Ar 68 und Heinkel He 51 abgelöst. Zwölf Flugzeuge wurden 1937 den Königlich Bulgarischen Luftstreitkräfte geliefert.

## Produktionszahlen
Die Serienproduktion der Ar 65 begann bereits im September 1933 und endete im Oktober 1935. Die letzten 12 Flugzeuge wurden für die Vertriebsserie nach Bulgarien im Dezember 1935 und Januar 1936 gebaut. Neben Arado Warnemünde (ArW) stellten AGO in Oschersleben und Erla in Leipzig die Ar 65 als Lizenzbau her.
| Hersteller | Summe |
| ---------- | ----- |
| ArW        | 145   |
| AGO        | 36    |
| Erla       | 12    |
| Summe      | 193   |

## Technische Daten

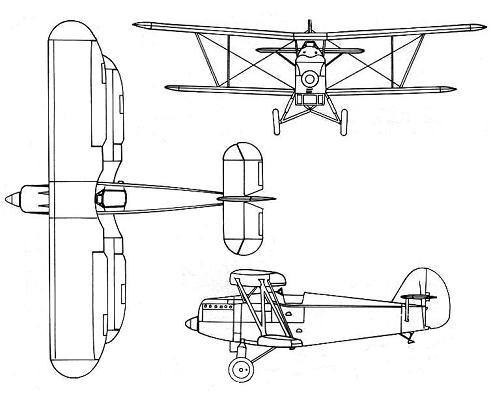
Dreiseitenriss

| Kenngröße             | Daten                                                               |
| --------------------- | ------------------------------------------------------------------- |
| Besatzung             | 1                                                                   |
| Länge                 | 8,40 m                                                              |
| Höhe                  | 3,42 m                                                              |
| Spannweite            | 11,20 m                                                             |
| Tragflügelfläche      | 30,0 m²                                                             |
| Leermasse             | 1510 kg                                                             |
| max. Startmasse       | 1950 kg                                                             |
| Höchstgeschwindigkeit | 300 km/h                                                            |
| Dienstgipfelhöhe      | 7600 m                                                              |
| Triebwerke            | ein BMW VI mit 750 PS (552 kW)                                      |
| Bewaffnung            | zwei synchronisierte, über dem Motor fest eingebaute, 7,92-mm-MG 17 |